# Cellina (Fluss)
Der Cellina (auf furlanisch Ciline, örtlich Silina oder Thelina) ist ein Torrente in Friaul-Julisch Venetien, Italien. Er ist der Hauptnebenfluss des Flusses Meduna und ist 58 km lang. Der Cellina bildet das ganze Cellinatal.